# Hanna Wolf (Politikerin, 1908)

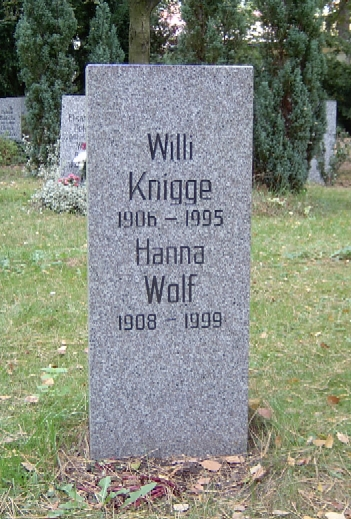
Grab von Hanna Wolf und Wilhelm Knigge im VdN-Ehrenhain auf dem Friedhof Pankow III in Berlin

Hanna Wolf, geb. Haschka (* 4. Februar 1908 in Gonionds; † 22. Mai 1999 in Berlin) war Rektorin der Parteihochschule beim ZK der SED und Mitglied des Zentralkomitees der SED.

## Leben und Wirken
Als Tochter eines Rabbiners und Lehrers und einer Lehrerin wurde sie nach dem Besuch der Volksschule und des Gymnasiums ebenfalls Lehrerin. Sie war Mitglied im polnischen Kommunistischen Jugendverband, studierte von 1927 bis 1932 an der Universität Berlin und wurde 1930 Mitglied der KPD. 1932 emigrierte sie nach Moskau, arbeitete von 1935 bis 1937 an der Internationalen Lenin-Schule der Komintern und war von 1943 bis 1948 Leiterin der Zentralschule für deutsche Kriegsgefangene in Krasnogorsk.
Nach ihrer Rückkehr im April 1948 nach Deutschland war sie im Parteiapparat der SED tätig, wurde 1954 Kandidatin und 1958 Mitglied des ZK der SED. Am 12. September 1950 setzte das Politbüro der SED  Hanna Wolf als Direktorin der Parteihochschule Karl Marx ein, die sie bis 1983 leitete. Wolf erhielt zahlreiche Auszeichnungen in der DDR und in der Sowjetunion. 1978 verlieh ihr die Karl-Marx-Universität Leipzig die Ehrendoktorwürde. Wolf stimmte auf der Plenartagung des Zentralkomitees am 18. Oktober 1989 während der Wende und friedlichen Revolution in der DDR als einziges ZK-Mitglied gegen den Vorschlag des Politbüros, Erich Honecker von seinen Funktionen in Staat und Partei zu entbinden. Im Februar 1990 wurde sie aus der PDS ausgeschlossen.
Hanna Wolf lebte mit dem SED-Politiker Wilhelm Knigge in einer Lebensgemeinschaft. Die letzte Ruhe fanden beide im VdN-Ehrenhain auf dem Friedhof Pankow III in Berlin.

## Auszeichnungen
- 1985 Medaille „40. Jahrestag des Sieges im Großen Vaterländischen Krieg 1941–1945“[5]